# Erika (pieśń)
Erika – pieśń marszowa używana przez wojsko niemieckie. Została skomponowana przez Hermsa Niela w latach 30 i po niedługim czasie zaczęła być używana w Wehrmachcie, zwłaszcza w Heer oraz w mniejszym stopniu w Kriegsmarine.

## Tytuł
„Erika” (pol. Eryka) to zarówno pospolite niemieckie imię, jak i niemieckie słowo oznaczające wrzos zwyczajny, pospolitą roślinę piaszczysk.

## Historia
Tekst i melodia pieśni zostały napisane przez Hermsa Niela, niemieckiego kompozytora marszy. Dokładna data powstania utworu nie jest znana – podaje się jednak, że powstał on w latach 30. XX w. Piosenka została wydana w 1938 roku przez wydawnictwo Louis Oertel w Großburgwedel. Była popularna do rozpoczęcia II wojny światowej.
Niel, który dołączył do NSDAP w maju 1933 i został kapelmistrzem w Reichsarbeitsdienst, stworzył wiele marszy. Minister Propagandy Joseph Goebbels zauważył, że łatwe do grania piosenki są przydatnym narzędziem propagandowym.

## Muzyka
Po każdej linijce tekstu, i za każdym razem przed śpiewaniem imienia „Erika”, występują trzy uderzenia w bęben lub uderzenia stóp (np. maszerujących żołnierzy), pokazane w tekście poniżej jako (xxx).

## Tekst i tłumaczenie

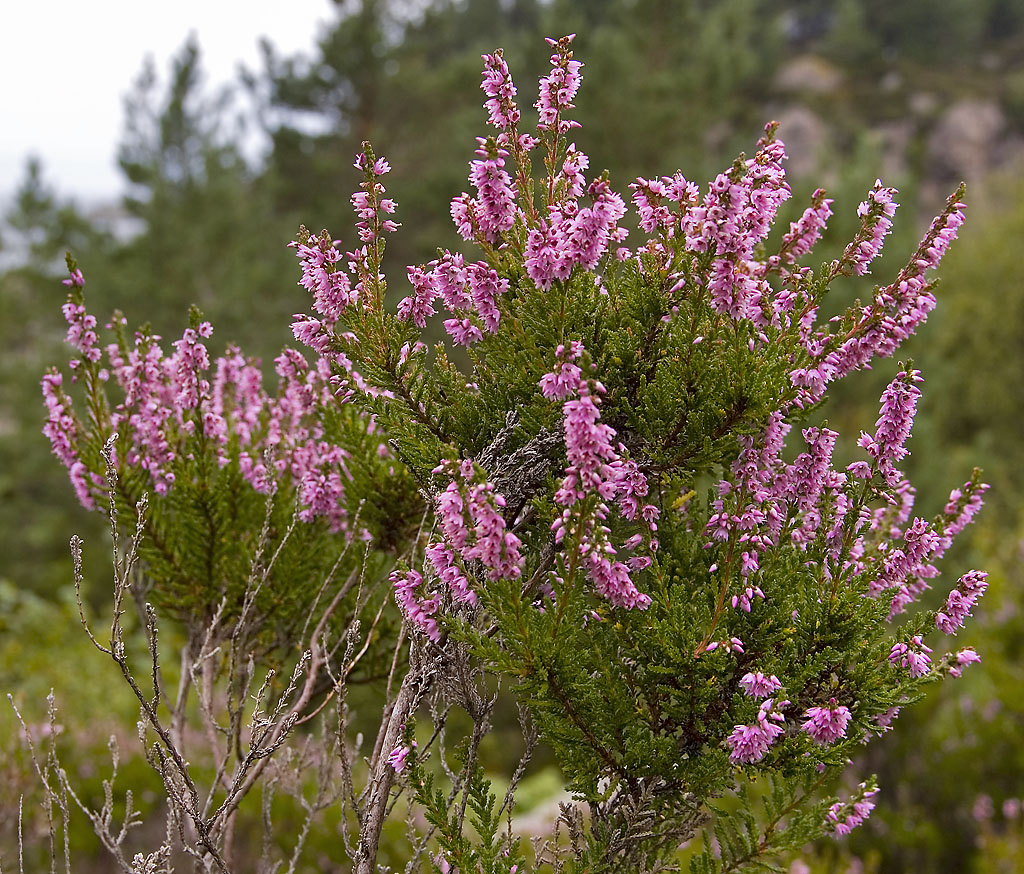
Calluna vulgaris, „Erika”

| Auf der Heide blüht ein kleines Blümelein (xxx) und das heißt: (xxx) Erika. (xxx) Heiß von hunderttausend kleinen Bienelein (xxx) wird umschwärmt (xxx) Erika (xxx) denn ihr Herz ist voller Süßigkeit (xxx) zarter Duft entströmt dem Blütenkleid. (xxx) Auf der Heide blüht ein kleines Blümelein (xxx) und das heißt: (xxx) Erika. (xxx)                     | Na polanie kwitnie sobie kwiateczek (xxx) A na imię ma (xxx) Erika. (xxx) Obsiadają go tysiące pszczółeczek (xxx) Wabi je (xxx) Erika. (xxx) Jak miód jest serce tej panienki (xxx) słodka woń bije z jej sukienki. (xxx) Na polanie kwitnie sobie kwiateczek (xxx) zwie się on: (xxx) Erika (xxx)                      |
| In der Heimat wohnt ein kleines Mägdelein und das heißt: Erika. Dieses Mädel ist mein treues Schätzelein und mein Glück, Erika. Wenn das Heidekraut rot-lila blüht, singe ich zum Gruß ihr dieses Lied. Auf der Heide blüht ein kleines Blümelein und das heißt: Erika.                                                                                         | W moich stronach żyje sobie blond dzieweczka (xxx) A na imię jej (xxx) Erika (xxx) To dziewczątko jest prawdziwym skarbeczkiem mym (xxx) Szczęście me – Erika (xxx) Kiedy na polanie kwitnie wrzos (xxx) ślę jej z serca nutek cały trzos (xxx) Na polanie kwitnie sobie kwiateczek (xxx) zwie się on (xxx) Erika (xxx) |
| In mein’m Kämmerlein blüht auch ein Blümelein (xxx) und das heißt: (xxx) Erika. (xxx) Schon beim Morgengrau’n sowie beim Dämmerschein (xxx) schaut’s mich an (xxx) Erika. (xxx) Und dann ist es mir, als spräch’ es laut: (xxx) „Denkst du auch an deine kleine Braut?” (xxx) In der Heimat weint um dich ein Mägdelein (xxx) und das heißt: (xxx) Erika (xxx). | W mojej izbie kwitnie także kwiatuszek (xxx) zwie się on: (xxx) Erika (xxx) Co dzień z rana patrzy na mnie kwiatek ten (xxx) To właśnie (xxx) Erika (xxx) Słyszę jakby w głos pytała mnie (xxx) czy pamiętasz o dziewczynie swej? (xxx) W moich stronach płacze za mną dziewczyna (xxx) A jej imię to (xxx) Erika (xxx) |